# چیس شرمن
چیس شرمن (انگلیسی: Chase Sherman؛ زادهٔ ۱۶ نوامبر ۱۹۸۹) ورزشکار هنرهای رزمی ترکیبی اهل ایالات متحده آمریکا است. وی از سال ۲۰۱۴ میلادی تاکنون مشغول فعالیت بوده‌است.